# Leftoverture live and beyond
Leftoverture live and beyond is een livealbum van Kansas. 
Kansas stond al jaren stil toen in 2016 het album The prelude implicit onverwachts werd uitgebracht. De sturing van de band is dan in handen van Ehart en Williams, leden van het eerste uur. Dat studioalbum werd goed onthaald binnen de niche van de progressieve rock en Kansas kon op tournee. Omdat de grote successen van de band in de jaren zeventig lagen werd tijdens die tournee ook de muziek van het album Leftoverture integraal uitgevoerd. In de jaren zeventig was het niet altijd mogelijk de studioklanken om te zetten in concertklank, maar de middelen in 2017 waren fors uitgebreid. De tournee vond plaats onder het motto: "40 jaar Leftoverture".
De muziek is samengesteld uit twaalf concerten uit de tournee. Het album haalde alleen in Zwitserland (65), Duitsland (77) en België (Wallonië, 156) de albumlijsten, al zij het voor slechts één week. Er was wel een Europese concertreeks gepland, maar die ging niet door.

## Musici
- Ronnie Platt – zang, toetsinstrumenten
- Rich Williams – gitaar
- Billy Greer – basgitaar, akoestische gitaar, zang
- Zak Rizvi - gitaren
- David Manion – toetsinstrumenten, zang
- David Ragsdale – viool, akoestische gitaar, zang
- Phil Ehart - drumstel, percussie

## Muziek
| Nr. | Titel                            | Duur |
| --- | -------------------------------- | ---- |
| 1.  | Icarus II                        | 7:15 |
| 2.  | Icarus (Borne on wings of steel) | 6:26 |
| 3.  | Point of know return             | 4:30 |
| 4.  | Paradox                          | 4:07 |
| 5.  | Journey from Mariabronn          | 8:03 |
| 6.  | Lamplight symphony               | 8:15 |
| 7.  | Dust in the wind                 | 3:49 |
| 8.  | Rhythm in the spirit             | 5:29 |
| 9.  | The voyage of eight eighteen     | 7:54 |
| 10. | Section 60                       | 3:57 |

| Nr. | Titel                     | Duur |
| --- | ------------------------- | ---- |
| 1.  | Carry on wayward son      | 5:37 |
| 2.  | The wall                  | 5:23 |
| 3.  | What’s on my mind         | 3:49 |
| 4.  | Miracles out of nowhere   | 7:13 |
| 5.  | Opus insert               | 4:41 |
| 6.  | Questions of my childhood | 3:54 |
| 7.  | Cheyenne anthem           | 7:11 |
| 8.  | Magnum opus               | 9:59 |
| 9.  | Portrait (He knew)        | 9:20 |

Portrait (He knew) is afkomstig van het album Point of know return.